# IC 3471
IC 3471 ist eine Zwerggalaxie vom Hubble-Typ Sdm? im Sternbild Haar der Berenike am Nordsternhimmel. Sie ist schätzungsweise 9 Millionen Lichtjahre von der Milchstraße entfernt.
Das Objekt wurde am 7. Mai 1904 von Royal Harwood Frost entdeckt.